# Tōru Aoyanagi
Tōru Aoyanagi (jap. 青柳徹 Aoyanagi Tōru; ur. 12 kwietnia 1968 w Kushiro) – japoński łyżwiarz szybki.

## Kariera
Pierwszy sukces w karierze Tōru Aoyanagi osiągnął 22 stycznia 1995 roku w Davos, kiedy zajął drugie miejsce w biegu na 1500 m w ramach Pucharu Świata. Na podium rozdzielił Kanadyjczyka Neala Marshalla i swego rodaka Keijiego Shirahatę. Na podium zawodów tego cyklu stawał jeszcze dwa razy: 9 grudnia 1995 roku w Oslo był drugi na 1500 m, a 28 stycznia 1996 roku w Baselga di Piné drugie miejsce zajął na 5000 m. Najlepsze wyniki osiągnął w sezonie 1994/1995, kiedy był szósty w klasyfikacji końcowej 1500 m. W 1988 roku wystartował na igrzyskach olimpijskich w Calgary, zajmując między innymi piąte miejsce w biegu na 1500 m. Na rozgrywanych cztery lata później igrzyskach w Albertville na tym samym dystansie był dwunasty. Podczas igrzysk w Lillehammer w 1994 roku zajął 15. miejsce w biegu na 1500 m i 24. miejsce na 5000 m. Brał także udział w igrzyskach olimpijskich w Nagano w 1998 roku, gdzie rywalizację w biegu na 1500 m ukończył na ósmej pozycji. Był też między innymi szósty na wielobojowych mistrzostwach świata w Oslo w 1989 roku, gdzie był między innymi czwarty w biegu na 500 m. W 1998 roku zakończył karierę.